# Nuovo Testamento
Il Nuovo Testamento (koinè greca: Η Καινή Διαθήκη) è la raccolta dei 27 libri canonici che costituiscono la seconda parte della Bibbia cristiana e che vennero scritti in seguito alla vita e alla predicazione di Gesù di Nazareth. Il termine deriva dal latino testamentum della Vulgata, che a sua volta traduceva il greco diatheke, parola che significava sia testamento (inteso come ultime volontà), sia più in generale “patto” o “alleanza”. Nuovo Testamento è dunque un'espressione utilizzata dai cristiani per indicare il nuovo patto stabilito da Dio con gli uomini per mezzo di Gesù Cristo. I testi sono scritti in greco della koiné e rivelano di fondo un ambiente semitico.

## Contenuto
I quattro vangeli canonici sono detti secondo Matteo, secondo Marco, secondo Luca e secondo Giovanni; riportano la vita e i detti di Gesù, esposti con un peculiare stile letterario, secondo punti di vista in parte diversi. Lo stesso autore del Vangelo secondo Luca scrisse anche gli Atti degli Apostoli, dove narra la storia delle prime comunità cristiane sotto la guida di Pietro, Giacomo e soprattutto Paolo. A motivo della loro intestazione, dello stile e dei contenuti, il Vangelo secondo Luca e gli Atti degli Apostoli formano quasi un'unica opera, divisa in due parti.
Seguono le lettere di Paolo: si tratta di scritti inviati a varie comunità in risposta a esigenze particolari o a temi generali, assieme ad altri destinati a singoli individui. Gli scritti autentici di Paolo di Tarso sono i più antichi documenti del Cristianesimo conservatisi, a partire dalla Prima lettera ai Tessalonicesi, poi Galati, Filippesi, Prima e Seconda Lettera ai Corinzi, Romani e Filemone. La maggior parte degli studiosi considera «deutero-paoline» (attribuite a Paolo, ma scritte dopo la sua morte) Efesini, Colossesi, e la Seconda Lettera ai Tessalonicesi e, per comune consenso, le lettere pastorali (Prima e Seconda lettera a Timoteo, Lettera a Tito).
La Lettera agli Ebrei potrebbe essere un'antica omelia rivolta a cristiani di origine ebraica tentati di ritornare alle istituzioni giudaiche. L'autore, ignoto, conosceva molto bene le norme sacerdotali ebraiche, le Scritture d'Israele e le loro tecniche interpretative. Le altre sono dette lettere cattoliche, perché indirizzate non alla comunità cristiana di una città particolare, ma a tutte le chiese, o più semplicemente perché non hanno precisato il destinatario. Esse sono la Prima e la Seconda lettera di Pietro, la Lettera di Giacomo, la Lettera di Giuda (tutte di ambiente giudeo-cristiano), e le tre Lettere di Giovanni. L'Apocalisse chiude il Nuovo Testamento, con temi desunti dall'apocalittica giudaica reinterpretati e utilizzati alla luce della fede in Gesù.
| Libro (e sigla)                                            | Lingua         | Capitoli e versetti | Autore                                       | Composizione | Contenuto |
| Vangeli e Atti                                             | Vangeli e Atti | Vangeli e Atti      | Vangeli e Atti                               | Vangeli e Atti | Vangeli e Atti |
| ---------------------------------------------------------- | -------------- | ------------------- | -------------------------------------------- | --- | --- |
| Matteo (Mt)                                                | greco          | 28 1071             | Levi detto Matteo, figlio di Alfeo, apostolo | Antiochia di Siria (?), circa 80-90 d.C.                                                                                    | Ministero di Gesù, il Messia atteso, descritto ai giudeo-cristiani, riscatto di Gesù                                                                    |
| Marco (Mc)                                                 | greco          | 16 678              | Giovanni detto Marco                         | Roma, circa 65-70 | Ministero di Gesù, Figlio di Dio, descritto ai non ebrei                                                                                                |
| Luca (Lc)                                                  | greco          | 24 1151             | Luca                                         | Grecia (?), circa 80-90 | Ministero di Gesù, salvatore di tutti gli uomini |
| Giovanni (Gv)                                              | greco          | 21 879              | Giovanni, apostolo, figlio di Zebedeo        | Efeso, circa 100 | Ministero di Gesù, incarichi di Pietro |
| Atti degli Apostoli (At)                                   | greco          | 28 1007             | Luca                                         | Grecia (?), circa 80-90 | Storia della comunità cristiana dopo la morte di Gesù (30 d.C. ?) fino al 63 d.C. circa, descrivente in particolare l'operato di Pietro e Paolo         |
| Lettere di Paolo                                           |                |                     |                                              | | |
| Lettera ai Romani (Rm)                                     | greco          | 16 433              | Paolo                                        | Corinto, 57-58 | 1-11: importanza della fede in Gesù per la salvezza, vanità delle opere della legge 12-16: esortazione                                                  |
| Prima lettera ai Corinzi (1Cor)                            | greco          | 16 437              | Paolo                                        | Efeso, 55-56 | Esame di vari temi discussi tra le primitive comunità cristiane: matrimonio e celibato; divisioni nella comunità; eucaristia; rapporto col mondo pagano |
| Seconda lettera ai Corinzi (2Cor)                          | greco          | 13 257              | Paolo                                        | Macedonia, 56-57 | 1-7: direttive alla comunità di Corinto; 8-9: colletta per i cristiani di Gerusalemme; 10-13: difesa del proprio ministero                              |
| Lettera ai Galati (Gal)                                    | greco          | 6 149               | Paolo                                        | Efeso, 56-57 | Difesa del proprio ministero, importanza della fede in Gesù contro le opere della legge, esortazioni                                                    |
| Lettera agli Efesini (Ef)                                  | greco          | 6 155               | Paolo (?)                                    | Se autentica: in prigionia a Roma, circa 62; se pseudoepigrafa: posteriore alla morte di Paolo (64-67), verso fine I secolo | Meditazioni teologiche su Gesù, Chiesa, salvezza per grazia, condotta morale                                                                            |
| Lettera ai Filippesi (Fil)                                 | greco          | 4 104               | Paolo                                        | Efeso, 56-57 | Meditazioni teologiche su Gesù, esortazioni |
| Lettera ai Colossesi (Col)                                 | greco          | 4 95                | Paolo (?)                                    | Se autentica: in prigionia a Roma, circa 62; se pseudoepigrafa: posteriore alla morte di Paolo (64-67), verso fine I secolo | Ruolo di Gesù (identificato come primogenito della creazione), Chiesa, salvezza per grazia, condotta morale                                             |
| Prima lettera ai Tessalonicesi (1Ts)                       | greco          | 5 89                | Paolo                                        | Corinto, 51 | Elogio, esortazione, ruolo di Gesù (identificato come l'arcangelo)                                                                                      |
| Seconda lettera ai Tessalonicesi (2Ts)                     | greco          | 3 47                | Paolo (?)                                    | Se autentica: poco dopo 1Ts; se pseudoepigrafa: posteriore alla morte di Paolo (64-67), verso fine I secolo                 | Fermezza nella fede nonostante il ritardo della parusìa                                                                                                 |
| Prima lettera a Timoteo (1Tm)                              | greco          | 6 113               | Paolo (?)                                    | Se autentica: Roma, dopo il 63 (?); se pseudoepigrafa: posteriore alla morte di Paolo (64-67), verso fine I secolo          | Esortazioni, indicazioni circa i ruoli della comunità                                                                                                   |
| Seconda lettera a Timoteo (2Tm)                            | greco          | 4 83                | Paolo (?)                                    | Se autentica: in prigionia a Roma, circa 62; se pseudoepigrafa: posteriore alla morte di Paolo (64-67), verso fine I secolo | Esortazioni |
| Lettera a Tito (Tt)                                        | greco          | 3 46                | Paolo (?)                                    | Se autentica: Roma, dopo il 63 (?); se pseudoepigrafa: posteriore alla morte di Paolo (64-67), verso fine I secolo          | Esortazioni circa la guida della comunità |
| Lettera a Filemone (Fm)                                    | greco          | 1 25                | Paolo                                        | In prigionia a Cesarea o Roma, circa 62                                                                                     | Esortazione a Filemone a considerare lo schiavo Onesimo come un fratello                                                                                |
| Lettera agli Ebrei (Eb)                                    | greco          | 13 303              | (?)                                          | forse poco prima del 70 | Esaltazione del sacrificio di Gesù, paragone fra i patti                                                                                                |
| Altre lettere o lettere cattoliche                         |                |                     |                                              | | |
| Lettera di Giacomo (Gc)                                    | greco          | 5 108               | Giacomo (?)                                  | Se autentica: prima del 62; se pseudoepigrafa: 80/90                                                                        | Importanza di fede ed opere |
| Prima lettera di Pietro (1Pt)                              | greco          | 5 105               | Pietro (?)                                   | Se autentica: prima del 64; se pseudoepigrafa: 70/80                                                                        | Esortazioni varie |
| Seconda lettera di Pietro (2Pt)                            | greco          | 3 61                | pseudoepigrafa di Pietro                     | 125 (?) | Esortazioni, attesa della parusìa |
| Prima lettera di Giovanni (1Gv)                            | greco          | 5 105               | Giovanni (?)                                 | Efeso, fine I secolo (?) | Esortazioni, Anticristo |
| Seconda lettera di Giovanni (2Gv)                          | greco          | 1 13                | Giovanni (?)                                 | Efeso, fine I secolo (?) | Esortazioni, Anticristo |
| Terza lettera di Giovanni (3Gv)                            | greco          | 1 14                | Giovanni (?)                                 | Efeso, fine I secolo (?) | Esortazioni |
| Lettera di Giuda (Gd)                                      | greco          | 1 25                | pseudoepigrafa di Giuda, fratello di Giacomo | 80-90 | Esortazioni, falsi maestri |
| Apocalisse                                                 |                |                     |                                              | | |
| Apocalisse o Rivelazione (dicitura protestante) (Ap o Riv) | greco          | 22 404              | Giovanni (?)                                 | Isola di Patmos, fine I secolo (?)                                                                                          | Descrizione simbolica della vittoria dell'agnello (Gesù) sui re della terra e della venuta del Regno di Dio                                             |

### Canone
Il canone del Nuovo Testamento ebbe una formazione abbastanza complessa. Esso venne infine adottato dalla Chiesa alla fine del IV secolo secondo il seguente elenco:
- i quattro vangeli canonici:
  - Vangelo secondo Matteo (Mt)
  - Vangelo secondo Marco (Mc)
  - Vangelo secondo Luca (Lc)
  - Vangelo secondo Giovanni (Gv)
- gli Atti degli Apostoli (At)
- le lettere di Paolo:
  - Lettera ai Romani (Rm)
  - Prima lettera ai Corinzi (1Cor)
  - Seconda lettera ai Corinzi (2Cor)
  - Lettera ai Galati (Gal)
  - Lettera agli Efesini (Ef)
  - Lettera ai Filippesi (Fil)
  - Lettera ai Colossesi (Col)
  - Prima lettera ai Tessalonicesi (1Ts)
  - Seconda lettera ai Tessalonicesi (2Ts)
  - Prima lettera a Timoteo (1Tm)
  - Seconda lettera a Timoteo (2Tm)
  - Lettera a Tito (Tt)
  - Lettera a Filemone (Fm)
- Lettera agli Ebrei (Eb)
- le lettere cattoliche:
  - Lettera di Giacomo (Gc)
  - Prima lettera di Pietro (1Pt)
  - Seconda lettera di Pietro (2Pt)
  - Prima lettera di Giovanni (1Gv)
  - Seconda lettera di Giovanni (2Gv)
  - Terza lettera di Giovanni (3Gv)
  - Lettera di Giuda (Gd)
- l'Apocalisse o Rivelazione (Ap)

## Storicità e redazione

### I vangeli e la questione sinottica
Il più antico dei vangeli, Marco, può risalire a prima del 70 (anno della distruzione del Tempio ad opera delle armate di Tito); Matteo e Luca probabilmente a qualche anno dopo. Il vangelo di Giovanni va datato invece alla fine del I secolo, ma non va trascurato che alla sua base stanno probabilmente almeno tre redazioni, a partire da un originale più antico e conciso, e che verosimilmente l'autore conosceva il testo di Marco (anche in una forma iniziale).
Leggendo il testo dei quattro vangeli, si nota come i primi tre hanno molto in comune: raccontano spesso gli stessi episodi, usando a volte le stesse parole, e a tratti seguono il medesimo ordine nel presentare gli episodi. Per questo risulta agevole affiancarli uno all'altro, come su tre colonne parallele, di qui il nome 'Vangeli sinottici' (in greco: guardati insieme).
Il quarto Vangelo invece, quello secondo Giovanni, ha una sua tradizione in gran parte indipendente, per questo non rientra tra i Vangeli sinottici.